# Обсерватория Сонненборг
Обсерватория Сонненборг — общественная астрономическая обсерватория и музей, расположенные в городе Утрехте (Нидерланды), открытые для всеобщего посещения. Обсерватория была основана при Утрехтском университете в 1853 году, и с 1854 по 1897 год в ней располагался Королевский голландский метеорологический институт. Среди инструментов обсерватории есть целостат. В 1940 году был опубликован «Утрехтский солнечный атлас» (атлас линий солнечного спектра). В честь обсерватории назван астероид (10962) Сонненборг.

## Инструменты[1]
- Целостат
- Телескоп Фраунгофера (1826 год) с H-α Фильтром Бернара Лио
- 200-мм ахроматический рефрактор Lichtenknecker VAF 200
- 14" Celestron (система Шмидта — Кассегрена)
- 260-мм телескоп фирмы Штейнгейль (1863 год)
- Меридианный круг

## Руководители обсерватории
- 1937—1963 — Миннарт, Марсел
- с 1965 — Де Ягер, Корнелис